# シャドウ・ギャラクティカ
シャドウ・ギャラクティカは、メディアミックス『美少女戦士セーラームーン』第五期に登場する悪の組織。原作漫画、テレビアニメ『セーラースターズ』、劇場版『Cosmos』に登場する。

## 概要
『美少女戦士セーラームーン』第五期「セーラースターズ」に登場する悪のセーラー戦士の組織。黄金の女王・セーラーギャラクシアに命じられて星の輝きを持つ人間の魂の核「セーラークリスタル（テレビアニメでは真のスターシード）」を集めながら全銀河の征服を目指し、セーラースターライツ（スリーライツ）と火球皇女の母星・キンモク星など数多の惑星を滅ぼしている。ギャラクシア配下のセーラー戦士は忠誠の証に授けられたブレスレットからパワーを得ているが、ブレスレットを通して命も握られている。
原作漫画・劇場版『Cosmos』
ちっぽけな小惑星に生まれたセーラーギャラクシアが『ギャラクシーコルドロン』に寄生する暗黒の生命体・カオスにそそのかされ、滅ぼした星々の人間を支配して誕生させた組織。銀河の中心部「いて座ゼロスター」内に黄金の城ギャラクティカ・パレスを建て、銀河中の星々を滅ぼしてセーラー戦士のセーラークリスタルを奪い取った。

テレビアニメ
銀河を守る英雄だったセーラーギャラクシアが銀河中の人間の悪の心の集合体・カオスに支配され、滅ぼした星々のセーラー戦士を悪のセーラー戦士に変えて誕生させた組織。地球では真のスターシードの持ち主を探す目的で「銀河テレビ局」の局員に化け、スター性を持つ人間たちのスターシードを抜き出した。
担当声優はテレビアニメ『SuperS』『セーラースターズ』 / 劇場アニメ『Cosmos』の順番に表記。演はミュージカル版での俳優。

## 首領格
カオス
声 - 斎賀みつき（Cosmos）
演 - 笠原竜司（ミュージカル版）
『セーラームーン』シリーズ本編の最後の敵で本作の黒幕でもある暗黒のエネルギー生命体。名前の由来はギリシア語の「混沌」（希：Chaos）。
原作漫画・劇場版『Cosmos』
「星になり損ねた者」を自称し、銀河中の命を生み出す『ギャラクシーコルドロン』と融合した邪悪な闇の星々の支配者。これまで登場した敵組織の支配者は全てカオスの分身である。
宇宙を彷徨っていたギャラクシアを唆し、闇の星々を消しながらコルドロンから受け継いだ光の力を増して銀河中に名前を轟かせるセーラームーンを自らの前に導かせた。「光と闇は同じコルドロンから生まれた兄弟」と明かしてムーンを吸収しようとするが、カオスを受け入れたムーンの『シルバームーン・クリスタル』とコルドロンに溶けた銀河中のセーラークリスタルの光に引き裂かれ、正常化したコルドロンの中に目視できないほど小さく溶ける。
気が遠くなるほどの未来では究極の悪の戦士・セーラーカオス（シルエットはヘッドドレスを除いてギャラクシアと類似している）として復活し、セーラームーンの究極の姿・セーラーコスモスと永久に戦い続ける宿命を持つ。
テレビアニメ
銀河中の人々の悪の心が集合したエネルギー生命体。銀河創世の時代から続く聖戦「セーラーウォーズ」を起こし、セーラーギャラクシアとの長い戦いでその体に封印されたものの、時間をかけてギャラクシアの心を蝕んで野心を芽生えさせた。最終決戦ではギャラクシアの心を完全に支配して悪魔のような姿に変えたが、最後は善の心をムーンに増幅されたギャラクシアの体から追い出され、銀河中の人々の心の中に戻っていった。
ミュージカル
『永遠伝説』ではギャラクシアの体に封じられたが、封印から逃れた力の一部は道化に変身して力を取り戻す機会を伺っていた。『封印の大剣』でギャラクシアが浄化されると「星になり損ねたもの」の正体を現し、コルドロンを飲み込んでセーラームーンも吸収しようとするが、ムーンと太陽系戦士、セーラースターライツの合体技「セーラー・コスモス・アタック」で引き裂かれ、最後は銀河中のセーラークリスタルを活性化させたコルドロンの中でスターシードに再生する。
セーラーギャラクシア
声 - 堀江美都子 / 林原めぐみ
演 - 沙羅さおり、松本圭未、岳美、坂口祐未衣、五十鈴ココ（ミュージカル版）
紫と緑の宝石を飾ったブレスレットを武器に持って、黄金の鎧を纏うセーラー戦士であり、「銀河の女王」や「破壊の戦士」と呼ばれるシャドウ・ギャラクティカの女帝。配下に『ブレスレット』を与えて支配し、セーラームーンのスターシードを狙って地球を襲撃する。冠の周りで金髪を螺髪風のお団子に束ね、原作漫画第一期の月野うさぎの変身アイテムに似たブローチ、薄紫のアイシャドウとオレンジの口紅を着用。非戦闘時は髪を下ろして白いワンピースを着ている。イメージカラーは金色、モチーフは稲穂、イメージジュエリーはアレキサンドライト。
原作漫画・劇場版『Cosmos』
銀河最強の破壊力を持つ『青金石（サッファー）クリスタル』を所持する。「クズのような星」に生まれて宇宙を彷徨っていたがカオスの誘いに乗り、自分に相応しい星を手に入れようと銀河中のセーラークリスタルを強奪し、滅ぼした星々の住人を配下に加えていった。銀河最強の再生力を持つ『シルバー・ムーン・クリスタル』を所持するムーンを狙い、地場衛や太陽系戦士のセーラークリスタルを次々と強奪、傀儡にした太陽系戦士とタキシード仮面をムーンに倒させた上でコルドロンに還した。ムーンとカオスを共倒れさせてシルバームーン・クリスタルとコルドロンを手に入れようとしたが失敗。カオスの攻撃からムーンに庇われ、全てを包み込む戦士であるムーンこそ探していた星と悟るが、ブレスレットが砕けて消滅した。
テレビアニメ
黒電話を通して配下と連絡を取る。長い戦いの末にカオスを体の中に封じた「セーラーウォーズ伝説」の英雄だが、カオスに心を蝕まれて銀河征服の野望を持ち、滅ぼした星のセーラー戦士を洗脳して「真のスターシード」を集めさせた。しかし、カオスに支配される前に良心を結晶化させたスターシードを放出し、後にスターシードはちびちびという幼女の姿を取ってギャラクシアの弱点の「希望の光」となった。ネヘレニアを焚きつけたり、地場衛のスターシードを強奪して太陽系戦士の様子を見ていたが、最終決戦では太陽系戦士のスターシードを奪い、悪魔に似た漆黒の姿に変身してちびちびが変化した『封印の大剣』を破壊した。最後は精神世界にシンクロしたムーンに弱っていた良心を発見されてカオスの支配から解放され、正気を取り戻す。解放後はうさぎにお礼を述べた後、ちびちびと和解し奪ったスターシードを元の場所に帰すために宇宙に旅立っていった。
必殺技
ギャラクティカ・インフレーション（原作、ミュージカル、劇場版『Cosmos』）
稲妻が光る暗黒のフィールドを作って敵を飲み込む技。セーラームーンのシルバームーン・クリスタルパワー・セラピー・キッスと互角の力を持つ。インフレーションは、宇宙のインフレーションのこと。
ギャラクティカ・スーパーストリング （原作、ミュージカル・劇場版『Cosmos』）
宇宙エネルギーの波動を作る技。セーラーちびちびに防がれた。

## 上級幹部
セーラーΦ（ファイ）
声 - 水沢史絵（Cosmos）
演 - 小村美佳（ミュージカル版）
ギャラクシアの側近。ギャラクティカ・パレスの庭園「スターガーデン」の庭師（スターガーデナー）。緑の髪を髷風に纏めて後ろ髪を垂らし、黒いロングドレスとハイヒールを着用して杖を持つ（劇場版『Cosmos』での服装の色はダークグリーン）。イメージカラーは黒。テレビアニメ未登場。
死と破壊を好む残酷な性格。スターガーデンに侵入したセーラー戦士と戦い、エターナルセーラームーンに倒された。ミュージカルでは踊り子風の姿を持つギャラクシア軍団の兵士として登場した。
劇場版『Cosmos』ではセーラースターライツと直接戦い、勝利して彼女らのセーラークリスタルも奪っている。
必殺技
ギャラクティカ・プランツ・ブリザード（原作漫画・劇場版『Cosmos』）
セーラー・ギャラクティカ・アタック（ミュージカル）
ギャラクシア軍団の合体技。
ギャラクティカ・クライ（ミュージカル）
ダーク・パワー（ミュージカル）
ギャラクティカ・ツイスター（ミュージカル）
セーラーΧとセーラーΘとの合体技。
セーラーΧ（カイ）
声 - 小松由佳（Cosmos）
演 - 安田麻理（ミュージカル版）
ギャラクシアの側近で、双子の姉妹のΦと共にスターガーデナーを担当している。緑の髪を髷風に纏めて前髪を垂らし、黒い太陽を飾った赤いスーツとブーツを着用。イメージカラーは赤。テレビアニメ未登場。
スターガーデンに侵入した火球皇女（セーラー火球）を倒し、エターナルセーラームーンに倒された。ミュージカルでは踊り子風の姿を持つギャラクシア軍団の兵士として登場した。
劇場版『Cosmos』では、φ同様、セーラースターライツと直接戦い、セーラークリスタルを奪っている。
必殺技
セーラー・ギャラクティカ・アタック（ミュージカル）
ギャラクシア軍団の合体技。
ギャラクティカ・クライ（ミュージカル）
ダーク・パワー（ミュージカル）
ギャラクティカ・ツイスター（ミュージカル）
セーラーΦとセーラーΘとの合体技。
セーラーレテ
声 - 三上枝織（Cosmos）
レテ星を守護に持つ、ギャラクティカ・パレスの二重の堀江「砂漠川」の忘却の川の番人の戦士。ピンクの巻き毛をリボン状に結んだ気性の激しい少女で、紺色のワンピースとサンダルを着用。レテはギリシア神話の冥府の「忘却の河」（希：Lethe）だが、同名の小惑星は存在しない。テレビアニメとミュージカルには未登場。イメージカラーはブルーグレー。
母星は小さくて貧しく、いつも争いが続いて混沌としていた。ムネモシュネと二人で幸せになるためにギャラクシアについていくと誓い、「セーラームーンがいる限り戦いは終わらない」と信じた。忘却の川の水を飲ませたルナやアルテミス、ダイアナを消してうさぎを襲うがムネモシュネに制止される。戦いが終わるなら殺されてもいいと答えたセーラームーンを見逃したが、裏切り者としてスターガーデナーに倒されてしまった。
必殺技
ギャラクティカ・ミュソーティス・アルペーストニス
「ミュソーティス・アルペーストニス」とはワスレナグサ（ノハラワスレナグサ）の学名。正式には「ミュソーティス・アルペーストリス」となる。
セーラームネモシュネ
声 - 伊藤かな恵（Cosmos）
ムネモシュネ星を守護に持つ、「砂漠川」の記憶の川の番人の戦士。ピンクの巻き毛をリボンで結んだ戦いを好まない少女。ピンクのワンピースとサンダルを着用。ムネモシュネは「記憶」を意味するギリシア語で、記憶を司る女神ムネモシュネ（希：mnemosyne）の名前でもある。テレビアニメとミュージカルには未登場。イメージカラーはピンク。
セーラー戦士同士の殺し合いを苦々しく思い、忘却の川に送り込まれたセーラームーンに記憶の川の水を飲ませて助けた。セーラームーン達を逃がしたが、裏切り者としてスターガーデナーに倒されてしまった。

## セーラーアニマメイツ
第5部での反セーラーチーム。動物をイメージした悪のセーラー戦士で、水着風のドレスと星のヘッドバンドが特徴。ギャラクシアへの忠誠の印として力の源のブレスレットを与えられている。原作漫画・劇場版『Cosmos』、テレビアニメ、ミュージカル版では構成員の数がそれぞれ異なる（原作・『Cosmos』では5人、テレビアニメではヘヴィメタルパピヨンを除いた4人、ミュージカル版では4人だが公演によって構成員が異なり、オリジナルキャラクターも登場する）。
原作漫画・劇場版『Cosmos』
ギャラクシアに滅ぼされた星の住人の中の力を持つ者がブレスレットで変化した、かりそめのセーラー戦士。功績を挙げればセーラークリスタルを授けられて真のセーラー戦士になれると信じていた。

テレビアニメ
銀河テレビの局員としてスター性を持つ人間を調査し、ブレスレットの宝石から発射する光の玉で人間のスターシードを抜き取った。銀河テレビ局本部のギャラクシアに繋がる電話ボックスをテレポートに使用するほか、命令の伝達に黒電話が使われる。実はギャラクシアに滅ぼされた星を守っていたセーラー戦士が洗脳された姿で、ブレスレットがなければ肉体が消滅するがブレスレットに良心を奪われてもいる。

セーラーアイアンマウス
声 - 原えりこ / 小泉瀬奈
演 - 丸山千絵、工藤明希、青木志穏（ミュージカル版）
ネズミの耳と尻尾を持つ白い巻き毛の愛くるしい少女。黒のリボンを飾った白いビキニワンピースと灰色のレギンス、毛皮の耳当てと手袋、編み上げブーツを着用。イメージカラーは白と灰色。モチーフはネズミ。アイアン（iron）は鉄の英語名。原作とテレビアニメでは髪型や衣装のデザインが異なる（原作では髪型がお団子、テレビアニメではツインテール等）。
原作及び劇場版『Cosmos』ではチュウ星出身のかりそめのセーラー戦士。はるかとみちるとスリーライツ（セーラースターライツ）が行っていたジョインコンサート会場に現れ襲撃するが、セーラースターヒーラーに倒される。
テレビアニメでは「根津 宙子（ねづ ちゅうこ）」と名乗り、普段は銀河テレビの局員（プロデューサー）として生活している。星野光の正体を突き止めたが、度重なる失敗でギャラクシアにブレスレットをはずされ消滅した。整理整頓は苦手だったらしく机には大量のゴミやダンボール1箱分の私物がぶちまけられたり、飲みかけのマグカップや枯れた花瓶までもが置きっぱなしにされ、死後に机を使用することになったセイレーンを辟易させた。
必殺技
ギャラクティカ・クランチ（原作漫画、ミュージカル、劇場版『Cosmos』）
破壊効果がある光を放つ技。劇場版『Cosmos』ではネズミ型のドローンが集合して放たれる攻撃。
セーラー・ギャラクティカ・アタック（ミュージカル）
ギャラクシア軍団の合体技。

セーラーアルーミナムセイレーン
声 - 井上喜久子 / 村瀬歩
演 - 大貫杏里、小林由佳（ミュージカル版）
ふわふわの水色の長髪と白い肌の上品な女性。マーメイドドレス風の水色のボンデージビキニワンピース、ガーターストッキング風の靴下とヒール、羽根のピアスを着用。歌や氷気を操る力を持つ。イメージカラーは水色、モチーフは魚。アルーミナム（aluminum）はアルミニウムの米国名で、セイレーンは美しい歌声で船を沈める怪物。
原作及び劇場版『Cosmos』ではマーメイド星出身のかりそめのセーラー戦士。星野光の歌を聞いてスリーライツの正体に気づき、ジュピターとマーキュリーのセーラークリスタルを奪うが、セーラースターファイターとメイカーに倒される。
テレビアニメでは他の3人同様、普段は銀河テレビ局員「彩 れい子（あや れいこ）」と名乗る。クロウとは表裏ともに同僚で、漫才におけるボケのポジション。丁寧な言葉遣いの天然キャラで、緊張すると空腹になるタイプ。母親に「挨拶ができないとロクな大人になれない」と言い聞かせられて育ったため、どんな相手にも初対面なら挨拶を欠かさないことにしているらしい。また、きれい好きで地球に来て最初にやったことはアイアンマウスが散らかした机と遺品の整理であった。物語の途中でセーラームーンの正体を突き止めるが、度重なる失敗でギャラクシアにブレスレットを外されて消滅した。
必殺技
ギャラクティカ・ツナミ（原作漫画、ミュージカル、劇場版『Cosmos』）
津波を起こす技。劇場版『Cosmos』での技名はギャラクティカ・ウェーブ。
テレビアニメでもやけっぱちでこの技を使う場面があるが、飲料水のペットボトルを手当たり次第に投げつけたりパックジュースの中身をぶちまけるだけで、厳密には技とは言い難い。

セーラーレッドクロウ
声 - 鈴鹿千春 / 日笠陽子
演 - 遠藤あど、悠斗イリヤ（ミュージカル版）
ロングストレートの茶髪と浅黒い肌のクールな女性。カラスの羽の飾りを背負い、黒いファーを飾った臙脂色のボンデージ風ビキニワンピを着用。黒い鞭を武器にし、腐気を操る力を持つ。イメージカラーは暗い赤。モチーフはカラス。レッド（lead）は鉛の英語名で、クロウはカラスの英語名。原作及び劇場版『Cosmos』では黒い羽が生えているが、テレビアニメでは生えていない。
原作及び劇場版『Cosmos』ではセーラーフォボス＆セーラーディモスと同じコロニス星出身で、訓練兵時代の同僚でもある。フォボスやディモスを倒してセーラーマーズを人質に取るが、エターナルセーラームーンに倒される。
テレビアニメでは銀河テレビの局員「烏丸 あかね（からすま あかね）」と名乗る。セイレーンとは表裏ともに同僚で、漫才におけるツッコミのポジション。実力は確かで、セイレーンとともに銀河の8割の惑星を制圧してアニマメイツ最強の座を争っていたが、地球ではあまりにマイペースなセイレーンを心配してともに行動していた。後にセイレーンの遺した手帳からセーラー戦士やスターライツたちの正体を知り、十番高校の学園祭に現れてうさぎたちを襲撃。ブレスレットからブラックホールを生成して学園祭に来た人々の命を盾に取ってうさぎのスターシード（銀水晶）を奪おうとしたが、ティンにゃんこの裏切りでブラックホールが暴走し、最後は暴走したブラックホールに吸い込まれて消滅した。最後の瞬間までセイレーンを気にかけていた。
必殺技
ギャラクティカ・トルネイド（原作漫画、ミュージカル、劇場版『Cosmos』）
竜巻を起こす技。

セーラーティンにゃんこ
声 - 大谷育江 / 伊瀬茉莉也
演 - 瀬尾智美、細川桃仁、橋垣美佑（ミュージカル版）
猫耳付きの黒頭巾を被り、猫の尻尾を持つ三つ編みの勝ち気な少女。金の鈴を飾った黒いワンピース、ガーターストッキング、長い手袋を着用。磁気を操り、分身の術や9つの命を持つ。地球での名は「鈴 にゃん子（すず にゃんこ）」。イメージカラーは黒。モチーフはネコ。ティン（tin）はスズ（錫）の英語読み。原作とテレビアニメでは、衣装のデザインが異なる（原作では網目タイツ、テレビアニメではタイツは無し）。
原作及び劇場版『Cosmos』ではルナやアルテミスと同じマウ星出身で、かりそめのセーラー戦士。母星をシャドウ・ギャラクティカに滅ぼされ、ルナやアルテミスを裏切り者扱いする。女子高生（リビアからの帰国子女という設定）としてうさぎのクラスに潜入し、普段はネコのような口調で話す。男嫌いでクラスメイトの男子にはツンとした態度を取る。うさぎへの接近をルナとアルテミスに阻止されて正体を明かしたが、セーラースターファイターの助太刀で退却。ギャラクシアにチャンスを求めるが、ブレスレットを外されて消滅した。
テレビアニメでの普段の姿は他の3人同様、銀河テレビ局員。腹黒く意地悪で、セイレーンやクロウを小馬鹿にし、レッドクロウ消滅の原因を作った。女子高生に変装して十番高校に潜入し、うさぎを襲ったがセーラームーンの攻撃で右腕のブレスレットが外れて良心が戻り、善悪2つの心に分裂して葛藤、コスチュームの右半分は白に変色した。最後はギャラクシアに残った左腕のブレスレットを外されて消滅してしまった。テレビアニメにおけるアニマメイツ最後の戦士でもある。
必殺技
ギャラクティカ・パペット（原作漫画、ミュージカル、劇場版『Cosmos』）
光の糸を放つ技。
セーラー・ギャラクティカ・アタック（ミュージカル）
ギャラクシア軍団の合体技。
ギャラクティカ・ツイスター（ミュージカル）
ピューターフォックスとチタンケロッコとの合体技。

セーラーヘヴィメタルパピヨン
声 - 工藤晴香（Cosmos）
演 -  遠藤恵子（ミュージカル版）
ギャラクティカ・パレス内の星の墓場の守護者で、自称「魂の狩人」。蝶の羽の飾りを背負った紫の巻き毛の女性で、グラデーションカラーのビキニと指ぬき手袋を着用。情にもろく、火を操る力を持つ。実は子持ち。イメージカラーは青と紫。モチーフは蝶。テレビアニメでは登場しない。ヘヴィメタルは重金属の英語名で、パピヨンは蝶の仏語名。
無数の蝶々を従えている。原作及び劇場版『Cosmos』でのセーラーアニマメイツ最後の戦士であり、ギャラクティカ・パレスに侵入したセーラームーン、セーラーちびちびと火球皇女を捕えて火刑に処したが、セーラームーンたちの危機を感知して駆けつけたセーラーちびムーンとセーラーカルテットの合体技で倒された。
必殺技
ギャラクティカ・スケイルズ（ミュージカル）
設定資料集には記載してあるが本編で使われず、ミュージカルで初めて使用された。

## ファージ
テレビアニメ版に登場するザコ敵の総称。第一期後半の妖魔のように人間が変身した魔物だが、こちらはセーラー戦士のなり損ないである。デッド・ムーンの使役するレムレス同様、男女問わずターゲットにされるため男性の雑魚敵が多い。「真のスターシード」を探しているセーラーアニマメイツのブレスレットの光を人間が浴びると、額の元から出現した金色の花が開いてスターシードが露出する。しかし、「真のスターシード」以外のスターシードは外気に晒されると輝きが失われ、持ち主も蔦のような黒い光に包まれてファージに変身する。皆コミカルながらも凶暴さを持ち合わせており、彼らを正気に戻すか否かでセーラームーンら内部戦士とセーラースターライツが揉めることもあった。セーラームーンの浄化の光を浴びると「ビューティフォー!!」（第184話のセーラーソムリエのみ「ごちそうさまでした」）と叫び、スターシードを包んだ花が額の元に吸い込まれて元の人間の姿に戻る。
セーラーブリ
第173話に登場。アイドルタレント・五木アリス（声 - 伊藤美紀）がアイアンマウスにスターシードを抜かれて変身した姿。
セーラーガッツ
第174話に登場。十番高校アメリカンフットボール部のキャプテンの加山雄二（声 - 鈴置洋孝）が、アイアンマウスにスターシードを抜かれた姿。エターナルセーラームーンのコスプレ風のマッチョなビキニパンツの男で、青春の汗を飛ばす攻撃を持つ。セーラー戦士とルナをドン引きさせた。
セーラーゲキシャ
第175話に登場。美奈子とうさぎが出会った女性カメラマンの板橋サキ（声 - 片石千春）が、アイアンマウスにスターシードを抜かれた姿。右腕のカメラからビームを発射する技を持ち、セーラーヴィーナスを倒した。
セーラーディレクター
第176話に登場。演出家の具志堅あかね（声 - 島本須美）がアイアンマウスにスターシードを抜かれた姿。両腕がカチンコとメガホンになっている。
セーラーティーチャー
第177話に登場。十番高校理科教師の天野川ワタル（声 - 田中秀幸）がアイアンマウスにスターシードを抜かれた姿。パンクロッカーのように逆立った髪を持つ。
セーラーオジョウ
第178話に登場。女優の岡町ノリ子（声 - 高田由美）がアイアンマウスにスターシードを抜かれた姿。武器は鞭。
セーラーシェフ
第179話に登場。まこととうさぎが出会った料理番組のシェフの吉野川哲郎（声 - 石塚運昇）が、アイアンマウスにスターシードを抜かれた姿。甘い物好きのセーラームーンに負けたふりをし、ケーキを差し出した隙に殺そうとした。
セーラーコンダクター
声 - 志賀克也
第180話に登場。みちるとスリーライツのジョイントコンサートに招かれた指揮者のMr.ガラヤン（声 - 石森達幸）が、アイアンマウスにスターシードを抜かれた姿。人間時はぽっちゃり体型だが、ファージに変身するとスリムな体格になる。
セーラーコップ
第182話に登場。うさぎとせつなが出会った十番警察の署長（声 - 松尾銀三）がアルーミナムセイレーンにスターシードを抜かれた姿。ロボコップをイメージした容姿を持つ。
セーラーアーティスト
第183話に登場。レイの知り合いの陶芸家・伊吹ケンゴ（声 - 麻生智久）がアルーミナムセイレーンにスターシードを抜かれた姿。
「失敗作だ！」が口癖で腹部分から陶器を作り、飛ばして攻撃する。そこをピンポイントにマーズのフレイムスナイパーで腹を射抜かれ行動不能になった隙にセーラームーンによって元に戻された。
なお、このファージによってうさぎ達が訪れたキャンプ場では怪人騒ぎでキャンプ荒らしが相次いでいた。
セーラーソムリエ
第184話に登場。月野家を訪れたTV番組の司会者・五代潤（声 - 辻谷耕史）が、レッドクロウとアルーミナムセイレーンにスターシードを抜かれた姿。所持するワインボトルでセーラーネプチューンのディープサブマージを吸収する。
セーラードクター
第185話に登場。大気と知り合った重病の少女ミサの手術に来日したアメリカ人医師Dr.ギア（声 - 河合義雄）が、ナースに化けたアルーミナムセイレーンにスターシードを抜かれた姿。渦巻きの眼鏡をかけており、右腕が大きな注射器になっている。「注射しましょう」が口癖。
注射嫌いのセーラームーンを襲うも、マーキュリーのアクアラプソディで足止めを食らった隙に元に戻された。
セーラーアンティーク
第186話に登場。ちびちびにお菓子をあげた大財閥会長の桐山丈太郎（声 - 渡部猛）が、アルーミナムセイレーンにスターシードを抜かれた姿。騎士のような鎧を着用し、武器は剣。情緒不安定気味の性格だが、おちゃらけた一面もある。
セーラーリーガー
第187話に登場。スリーライツファンクラブ会員番号1番のソフトボール部のキャプテン伊集院園子（声 - ならはしみき）が、レッドクロウにスターシードを抜かれた姿。
レッドクロウに同行したアルーミナムセイレーンがセーラームーンの正体を知った。
セーラースチュワーデス
第188話に登場。スリーライツとうさぎたちを乗せた飛行機の客室乗務員（声 - 大塚瑞恵、宇和川恵美）が、アルーミナムセイレーンにスターシードを抜かれた姿。全部で3人いる。
セーラーDJ
第189話に登場。DJのジャック（声 - 金丸淳一）がレッドクロウにスターシードを抜かれた姿。ディスクで攻撃する。
セーラーアミューズ
第190話に登場。遊園地支配人の篠竹雄（声 - 石井康嗣）がレッドクロウによって変身した姿。爆発する風船を操る。
セーラーゲーマー
第191話に登場。ゲームアイドルの神奈川麗子（声 - 平松晶子）がレッドクロウにスターシードを抜かれて変身した姿。セーラーマーキュリーとセーラージュピターの技が通用せず、素早い攻撃でマーキュリーとジュピターを圧倒した。
セーラーミュージシャン
第192話に登場。美奈子がアイドルオーディション会場で出会った作曲家の諸星卓也（声 - 速水奨）が、ティンにゃんこにスターシードを抜かれた姿。テレビアニメ最後のザコ敵である。

## ミュージカル版のみのキャラクター
MCフラーイ
演 - 笠原竜司（ミュージカル版）
ミュージカル（1996年『セーラースターズ』）に登場。アニマメイツの司令役にあたる男性幹部。普段は黒装束の仮面の道化だが、戦闘時にはハエをイメージした戦闘服に着替えて肉弾戦を行う。十番高校に音楽フェスティバル司会者として潜入したが、同じ姿に変装したタキシード仮面にスパイされ、意趣返しに白いタキシード仮面に着替えて勝負を挑んだ。
必殺技
セーラー・ギャラクティカ・アタック（ミュージカル）
ギャラクシア軍団の合体技。
セーラーバトレス
演 - 関志織（ミュージカル版）
ミュージカル（1996年『セーラースターズ』）に登場するギャラクシアの側近。甲高い声と黒い扇子を持つ。カオス形態のギャラクシアに似ているが無関係らしい。
セーラーΘ（シータ）
演 - 遠藤あど、片桐梓（ミュージカル版）
ミュージカル（1996年『セーラースターズ』と1997年『永遠伝説』）に登場するセーラーΦとセーラーΧの仲間。
セーラー・ギャラクティカ・アタック（ミュージカル）
ギャラクシア軍団の合体技。
ギャラクティカ・クライ（ミュージカル）
ダーク・パワー（ミュージカル）
ギャラクティカ・ツイスター（ミュージカル）
セーラーΦとセーラーΧとの合体技。
キャオス
演 - 笠原竜司（ミュージカル版）
ミュージカル（1996年『永遠伝説』）に登場する小間使いの道化。ひょうきんだが臆病で、自由を願ってセーラー戦士にギャラクシアの退治を依頼したが、不穏な言動も垣間見せる。エターナルセーラームーンにギャラクシアが浄化されると、ギャラクシアに封じられたカオスの意志という本性を現した。
セーラーピューターフォックス
演 - 紅麗、家村順子（ミュージカル版）
ミュージカル（1996年『セーラースターズ』）に登場するアニマメイツのリーダー格。狐の耳と尻尾を持つ銀髪のクールな女性で、銀色のワンピースと黒い長手袋、黒いリップをつけている。ピューターはスズ、アンチモンに銅などを混ぜ合わせた合成金。モチーフは狐。
必殺技
ギャラクティカ・ミラージュ
セーラー・ギャラクティカ・アタック
ギャラクシア軍団の合体技。
ギャラクティカ・ツイスター
ティンにゃんこ、チタンケロッコとの合体技。
ダーク・パワー
セーラーチタンケロッコ
演 - 山口晴子、- 若松恵（ミュージカル版）
ミュージカル（1996年『セーラースターズ』と1997年『永遠伝説』）に登場する。頭にカエルの目をつけた緑の巻き毛の女性で、カエルの目を描いた緑のワンピースと黒い長手袋を着用。チタンはチタン/チタニウムの英語名。モチーフはカエル。『永遠伝説』では「セーラーミートケロッコ」という名前になっている。
必殺技
ダーク・パワー
セーラー・ギャラクティカ・アタック
ギャラクシア軍団の合体技。
ギャラクティカ・ツイスター
ティンにゃんこ、ピューターフォックスとの合体技。

## 関連用語
スターシードとセーラークリスタル
あらゆる生き物が持つ「星の種」。星の輝きを持つ菱型の小さな結晶。人間の魂が輝く時にその魂が進化するものでもある。スピリチュアル界では、地球に転生した宇宙人のスターピープルやスターチャイルドがスターシードを持つと言われている。
原作漫画・劇場版『Cosmos』
「星のオーラ」を持つ星の戦士であるセーラー戦士のスターシードは「セーラークリスタル」と呼ばれる。セーラークリスタルを抜かれた人間は肉体も消滅する（＝人間としての死を迎える）が、セーラークリスタルさえあれば何度でも復活できる。ギャラクシアから見れば人間のスターシードは「目に見えぬ塵のようなもの」であり、セーラームーンを「無敵のセーラークリスタルを持ちながら人間としての脆いスターシードにしがみついている」と蔑んだ。
テレビアニメ
生き物に宿る金色の花に入っている。特別な人間が持つ「真のスターシード」は肉体から抜かれても輝きを失わないが、そうではないスターシードを抜かれた人間はセーラー戦士を名乗る魔物「ファージ」に変身する。
ブレスレット
ギャラクシアとギャラクシア配下のセーラー戦士が両腕に装備する黄金のブレスレット。ブレスレットにはめ込まれた紫と緑の宝石から破壊効果を持つ光の玉を発射する。
原作漫画・劇場版『Cosmos』
ギャラクシアに滅ぼされた惑星の住人を支配し、かりそめのセーラー戦士にする道具でもある。その中にはブレスレットの力に耐えきれずに肉体が崩壊した者もいるという。
テレビアニメ
ギャラクシアに滅ぼされた惑星のセーラー戦士を洗脳する道具で、ブレスレットを強制的に外されたセーラー戦士は消滅する。
いて座ゼロ・スター（原作漫画・劇場版『Cosmos』）
銀河の中枢に存在する「いて座アルファ・スター」の中心エリア。ギャラクシーコルドロンとギャラクティカパレスが存在する。
ギャラクシーコルドロン（原作漫画・劇場版『Cosmos』）
いて座ゼロ・スターに存在する、銀河中の全ての星（スターシード）が生まれては還る場所。「星の聖地」とも呼ばれている。内部は星の海となっており、「コルドロンの海」「母なる海」「原初の海」とも呼ばれる。可能性が生まれる場所でもある。
ギャラクティカ・パレス（原作漫画、劇場版『Cosmos』）
ギャラクシーコルドロンに建てられたギャラクシアの黄金の城。原作及び劇場版『Cosmos』におけるシャドウ・ギャラクティカの本拠地。ゼロ・スターの扉がギャラクティカ・パレスへの入り口である。
「忘却の川」と「記憶の川」で構成された二重の外堀「砂漠川」に守られ、侵入者は忘却の川で記憶を失うが、記憶の川の水を飲めば記憶を取り戻すことができる。パレス内に「スターガーデン」という庭園があり、セーラークリスタルの集合体のオブジェが飾られている。カオスが動き出すと崩壊した。
銀河テレビ（テレビアニメ）
テレビアニメ版におけるシャドウ・ギャラクティカの本拠地。東京のテレビ局に擬態している。地球でのセーラーアニマメイツは銀河テレビ局員に化けて生活している。
セーラーウォーズ伝説（テレビアニメ）
太古の昔から銀河中の星々に生まれたセーラー戦士と悪の勢力の戦争が繰り広げられ、やがて現れた銀河最強にして伝説の戦士・セーラーギャラクシアが邪悪の根源たるカオスを封印したという銀河の聖戦の伝説。
コスモス・シード（原作漫画、劇場版『Cosmos』）
「コスモス・クリスタル」とも呼ばれるギャラクシーコルドロンのセーラークリスタル。守護星霊のガーディアン・コスモスに守られている。究極の再生力「ラムダ・パワー」を発し、銀河系全体のスターシードを再生させた。
「コスモス」とは秩序を意味するギリシャ語に由来した調和の取れた宇宙観のことで、「ラムダ」は宇宙定数のこと。
カオス・シード（原作漫画、劇場版『Cosmos』）
カオスのセーラークリスタル。守護星霊のガーディアン・カオスが守護するらしい。セーラームーンの捨て身の浄化により、ガーディアン・カオスと共にコルドロンの海に溶けて目視できないほど小さくなった。「カオス」とはギリシャ神話の原初神を指し、コスモスの対義語でもある。